# Râul Dobrușa
Izvor al râului este considerat locul apariției albiei slab dezvoltate, la 5 km spre nord-vest de s. Dobrușa, la altitudinea de 213 m. Râul debușează în râul Răut de pe malul stâng, la 101 km de la gura acestuia, lângă s. Țânțăreni, la altitudinea de 44 m. Lungimea râului este de 32 km, suprafața bazinului de recepție - 142 km²; căderea râului – 169 m, panta medie – 5,21‰, maxima – 20,6‰ în primii 1,6 km. Bazinul este situat pe Podișul Nistrului, la altitudinea de 150-300 m, cu suprafața dezmembrată de vâlcele și ravene cu versanți abrupți. Este constituit în principal din calcare, acoperite de argile nisipoase se vârsta cuaternară. Cea mai mare parte a bazinului este valorificată agricol. Pădurile ocupă doar 3% din suprafața totală. Rețeaua hidrografică constă din râul principal și câteva vâlcele scurte, care vara seacă. Lungimea totală a cursurilor de apă este de 67 km.
Valea râului este în formă de „V”, cu lățimea de 2,5-5,5 km, între satele Târșiței și Dobrușa nu este exprimată. Pantele sunt concave și convexe, abrupte, dezmembrate de vâlcele și ravene, cu înălțimea de 100-200 m, versantul stâng este acoperit cu vegetație de stepă, iar cel drept valorificat (terenuri arabile).Lunca este bilaterală, cu lățimea de 100-150 m, în aval de s. Târșiței în multe locuri lipsește, în buna parte deschișă, uscată, cu vegetație de pajiște, lângă s. Târșiței – arată. Albia este șerpuitoare, fără ramificații, cu lățimea de 5-8 m (lățimea maximă 28 m), în aval de s. Dobrușa cu vegetație de rogoz. După căderea ploilor se formează un curs de apă cu lățimea de 1-2 m și viteza apei de 0,1-1,2 m/s. Lângă satele Recești și Dobrușa râul curge prin acumulări de apă create prin bararea albiei. Lungimea acestora este de 0,5-0,3 km, cu lățimea maximă – la baraje – de 250 m, adâncimea – de 1,5-1,0 m, volumul 469 și 18,5 mii m³. Patul albiei este neted, acoperit cu un strat de mâl, până la s. Dobrușa – nisipos, pietros. Malurile sunt abrupte, cu înălțimea de 2-9 m, constituite din argile nisipoase, la muchii acoperite cuiarbă. Scurgera, din spusele băștinașelor, are loc doar în timpul topirii zăpezilor și trecerii undelor de viituri pluviale. În anii cu ninsori abundente, la sfârțitul lunii februarie-începutul lui martie, nivelurile apelor cresc până la 0,7-1,0 m peste NCA, cea mai mare creștere (până la 2 m) înregistrându-se 1947. În anii cu rezerve mici de apă în zăpadă, creșterile de nivel nu depășesc 0,2-0,3 m. După trecerea apelor mari de primăvară, nivelul scade brusc, la sfîrșitul lunii aprilie râul seacă, formând un lanț de bălți și heleșteie în sectoarele adânci ale albiei. În perioada de vară-toamnă pe râu trec 2-5 viituri pluviale cu înălțimea de 0,5-1,0 m. În 1948, după o ploaie abundentă, nivelul apei a crescut cu 3,2 m peste NCA.Perioadele de toamnă și de iarnă se caracterizează prin apariția scurgerii și prin oscilații mici de nivel (0,1-0,2m). Formațiunile de gheață se prezintă sub formă  de gheață la mal (cara începe să se formeze în decembrie), și pod de gheață instabil. Grosimea gheței este de 10-20 cm. Râul se descătușează de gheață la sfârțitul lunii februarie, gheața se topește pe loc. În lacurile de acumulare se practică piscicultura.

## Afluenți
Rădiul, Valea Teiului, Odaia, Chetroasa, Chersacul.